# Martin Buß
Martin Buß, także Martin Buss (ur. 7 kwietnia 1976 w Berlinie) – lekkoatleta niemiecki, skoczek wzwyż.

## Kariera sportowa
Zdobył dwa medale mistrzostw świata. W Sewilli (1999) był trzeci, za Woroninem i Boswellem (z wynikiem 2,32 m). Rok później doznał ciężkiej kontuzji, ale udało mu się z powodzeniem powrócić do uprawiania sportu, co uwieńczył złotem kolejnych mistrzostw świata (Edmonton 2001); uzyskał 2,36 m i wyprzedził dwóch Rosjan – Rybakowa i Woronina.
Ma również w dorobku sukcesy w innych międzynarodowych imprezach :
- srebro podczas Mistrzostw Europy juniorów w lekkoatletyce (Nyíregyháza 1995)
- srebrny medal Młodzieżowych Mistrzostw Europy w Lekkoatletyce (Turku 1997)
- zwycięstwo w Superlidze Pucharu Europy (Paryż 1999) - m.in. dzięki jego punktom za wygranie konkursu skoku wzwyż Niemcy triumfowali w klasyfikacji generalnej mężczyzn
- srebro halowych mistrzostw Europy (Gandawa 2000)

Karierę Bußa przerywały liczne kontuzje, z powodu których stracił sezony olimpijskie 2000 i 2004, zaś w 2006 ostatecznie zakończył karierę.

## Rekordy życiowe
- skok wzwyż – 2,36 (2001)
- skok wzwyż (hala) – 2,34 (2000)